# رحمان قلي (درونغر)
رحمان قلي (بالفارسية: رحمان قلی) هي قرية تقع في إيران في قسم درونغر الريفي. يقدر عدد سكانها بـ 102 نسمة بحسب إحصاء 2016.